# Rundfunkjahr 1964

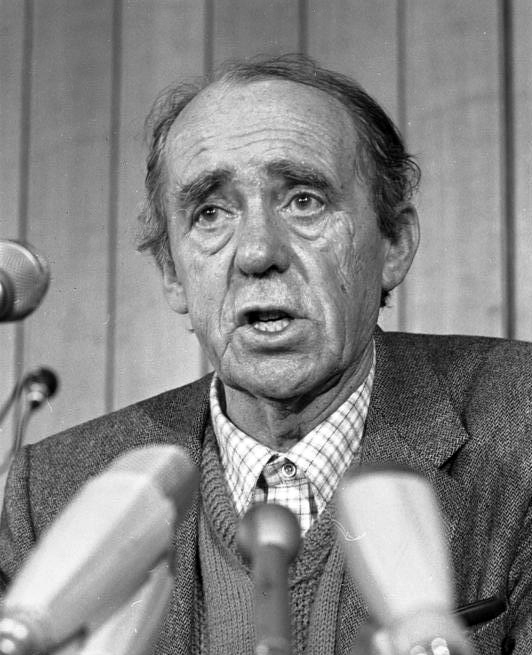
Heinrich Böll: Autor von Doktor Murkes gesammeltes Schweigen

Liste der Rundfunkjahre

◄◄ | ◄ | 1960 | 1961 | 1962 | 1963 | Rundfunkjahr 1964 | 1965 | 1966 | 1967 | 1968 | ► | ►►

Weitere Ereignisse

## Allgemein
- Marshall McLuhan veröffentlicht seine medientheoretische Schrift Understanding Media (deutsch 1970: Die magischen Kanäle). Der kanadische Philosoph und Literaturwissenschaftler nimmt darin eine Einteilung von Medien nach unterschiedlichen Aufmerksamkeitsgraden vor.
- Der tragbare Transistorfernseher Algol des italienischen Herstellers Brionvega aus Mailand kommt auf den Markt. Das Plastikgehäuse, das in verschiedenen Farben erhältlich ist und die leicht schräg nach oben geneigte Bildröhre machen den von Richard Sapper und Marco Zanuso entworfenen Fernseher zum Designklassiker.[1]
- 29. April – Der Deutsche Bundestag beschließt die „Untersuchung der Wettbewerbsgleichheit von Presse, Funk/Fernsehen und Film“.
- 1. Mai – In der Türkei wird die öffentlich-rechtliche Rundfunkgesellschaft TRT ins Leben gerufen.
- 27. Juni – In Frankreich wird der bisherige Radiodiffussion-télévision française (RTF) nach Vorbild der BBC in das Office de Radiodiffusion Télévision Française (ORFT) umgegründet.

## Hörfunk
- Start des Offshore-Senders Wonderful Radio London.
- 1. Januar – Die Malawi Broadcasting Corporation geht auf Sendung.
- 12. Mai – Start des englischen Offshore-Senders Radio Atlanta.
- Mai/Pfingsten – DT64 wird in Ost-Berlin als „Sonderstudio Deutschlandtreffen 1964“ ins Leben gerufen.
- Juli – Die Feature-Abteilung des DDR-Rundfunks nimmt ihre Arbeit auf.[2] Damit ist die dokumentarische Funkgattung erstmals auch in Ostdeutschland vertreten.
- 1. Juli – Nach zwei Jahre Testsendungen startet Sveriges Radio mit P3 ein drittes Programm. Der neue Sender ist auf jugendliches Publikum und Popmusik ausgerichtet und soll der Konkurrenz von Piratensendern begegnen.
- 1. November – Beginn der gemeinsamen ARD-Hörfunkprogramme für ausländische Bürger.

## Fernsehen
- 1. Januar – Auf BBC One ist die erste Ausgabe der Hitparadenshow Top of the Pops zu sehen. In dieser Ausgabe der Sendung treten unter anderen The Rolling Stones mit I Wanna Be Your Man, Dusty Springfield mit I Only Want To Be With You und The Beatles mit I Wanna Hold Your Hand auf.
- 6. Februar – Das Deutsche Fernsehen sendet das Fernsehspiel Doktor Murkes gesammeltes Schweigen von Dieter Hildebrandt und Rolf Hädrich nach der gleichnamigen Erzählung von Heinrich Böll.
- 1. April – Die erste Ausgabe der Drehscheibe mit Rut Speer wird im ZDF ausgestrahlt.
- 27. Juni – Nach dem Vorbild der BBC wird die Fernsehanstalt ORTF (Office de Radiodiffusion Télévision Française)in Frankreich gegründet.
- 7. September – Im US-Fernsehen wird ein von Tony Schwartz entworfener Spot für die Präsidentschaftskampagne Lyndon B. Johnsons ausgestrahlt. Er zeigt ein kleines Mädchen mit einem Gänseblümchen („Daisy Girl“) gefolgt von einer Nuklearexplosion und einem Voice-Over Johnsons: „These are the stakes! To make a world in which all of God's children can live, or to go into the dark.“ (Sinngemäß übersetzt: „Dies ist die Wahl: Entweder schaffen wir eine Welt in der alle Kinder Gottes leben können oder wir gehen in den Abgrund!“). Obwohl der Spot nur einmal gezeigt wird, trägt er entscheidend zum Sieg Johnsons bei.
- 22. September – Start des Dritten Fernsehprogramms des Bayerischen Rundfunks.
- 3. Oktober – Die vom BR produzierte, sehr erfolgreiche Quizsendung Tick-Tack-Quiz mit Fritz Benscher wird erstmals im Gemeinschaftsprogramm der ARD (Deutsches Fernsehen) ausgestrahlt. Sie lief bereits seit 1958 in den vorabendlichen Regionalprogrammen der einzelnen Rundfunkanstalten.
- 5. Oktober – Start des Dritten Fernsehprogramms des Hessischen Rundfunks.

## Geboren
- 8. April – Dominic Heinzl, österreichischer Hörfunk- und Fernsehmoderator wird in Hollabrunn geboren.
- 17. April – Nathalie Licard, französisch-deutsche Moderatorin wird in Dax (Region Aquitanien) geboren. Licard wurde als Sidekick in der Harald Schmid Show bekannt, wo sie durch ihren ausgeprägt starken französischen Akzent auffiel.
- 18. April – Bogdan Roščić, österreichischer Musikmanager und Ö3-Chef wird in Belgrad geboren.
- 13. Mai – Stephen Colbert, US-amerikanischer Komiker wird in Washington, D.C. geboren.
- 8. Juli – Linda de Mol, niederländische Fernsehmoderatorin wird in Hilversum geboren.
- 19. August – Rainer Pariasek, österreichischer Fußballkommentator wird in Wien geboren.
- 28. September – Gilles Peterson, britischer DJ und Radiomoderator (Worldwide Show auf BBC Radio 1) wird in Caen geboren.
- 9. Dezember – Hape Kerkeling, deutscher Entertainer und Schauspieler wird in Recklinghausen geboren.
- 9. Dezember – Johannes B. Kerner, deutscher Talkshowgastgeber, wird in Bonn geboren.

## Gestorben
- 25. März – Eduard Hermann, deutscher Schauspieler und Hörspielregisseur stirbt 60-jährig. Er war vor allem als Regisseur der Paul-Temple-Hörspiele, die der NWDR bzw. der WDR zwischen 1949 und 1962 produzierte, bekannt geworden.
- 14. Oktober – Horst Platen, deutscher Komponist, Dirigent und Theaterintendant, sowie Sendeleiter des NORAG-Nebensenders Hannover stirbt 80-jährig in Feldafing. Er komponierte u. a. die Musik zu zahlreichen Hörspielen.
- 23. Oktober – Axel Ivers, deutscher Schauspieler, Theaterregisseur, Hörspielsprecher, Bühnenautor und Übersetzer stirbt 62-jährig in Wiesbaden.
- 23. November – Jan Fabricius, niederländischer Dramatiker und Journalist stirbt 93-jährig in Wimborne, Grafschaft Dorset, England. Er war vor allem im niederdeutschen Sprachraum durch viele mundartliche Theaterstücke und Hörspiele bekannt geworden.